# جولیو ماگیوره
جولیو ماگیوره (زادهٔ ۱۲ مارس ۱۹۹۸) بازیکن فوتبال اهل ایتالیا است که به عنوان هافبک برای باشگاه فوتبال سالرنیتانا بازی می‌کند.